# Colonial Esporte Clube
Colonial Esporte Clube é uma agremiação esportiva da cidade do Rio de Janeiro, fundada a 10 de março de 1936.

## História
O clube disputou diversas vezes o Departamento Autônomo do Rio de Janeiro.

## Títulos
- Campeão da Taça Disciplina do Departamento Autônomo (1957);